# Lawrence Feuerbach
Lawrence Edward Joseph Feuerbach, detto Leon (Manhattan, 11 luglio 1879 – Saranac Lake, 16 novembre 1911), è stato un pesista e tiratore di fune statunitense.

## Biografia
Ha partecipato ai giochi olimpici di St. Louis del 1904, dove ha gareggiato con la squadra del New York Athletic Club nella competizione del tiro alla fune. In questo evento la squadra statunitense giunse al quarto posto, poiché, dopo la sconfitta nella finale per la medaglia d'oro, ad opera del Milwaukee Athletic Club, non si presentò alla finale per l'assegnazione della medaglia d'argento.
Nella stessa edizione ha anche gareggiato nelle gare di atletica del getto del peso, conquistando la medaglia di bronzo, alle spalle dei connazionali Ralph Rose e Wesley Coe.

## Palmarès
In carriera ha conseguito i seguenti risultati:
- Giochi olimpici

St. Louis 1904: bronzo nel getto del peso.